# Elisabeth Scheucher-Pichler
Elisabeth Scheucher-Pichler (nascida a 28 de Fevereiro de 1954) é uma política austríaca do Partido Popular. É membro do Conselho Nacional desde 2019, tendo servido anteriormente de 2002 a 2006. De 1999 a 2002, foi membro do Landtag da Caríntia.